# 青梅竹馬
青梅竹馬，是一个成语，指男女小的时候天真无邪，在一起的結伴嬉戲（竹马:前端裝上木製馬頭，儿童夾在胯下當馬騎的竹竿）。语出自李白的《长干行》：“郎骑竹马来，绕床弄青梅。同居长干里，两小无嫌猜。”

## 語源
唐代诗人李白五言古诗《長干行》描写女子思夫心切，愿从住地长干跋涉数百里远路迎接丈夫。诗的开头回忆他们从小一起亲昵嬉戏：“郎骑竹马来，绕牀弄青梅，同居长干里，两小无嫌猜。”后来用“青梅竹马”和“两小无猜”来表明天真、纯洁的感情长远深厚，並以「青梅竹马」称呼小时候一起玩的男女，尤指长大后恋爱或结婚的。「总角」「髮小」意義類似，但不限男女。

## 日本流行文化
日语「幼馴染」（／ osananajimi）意義偏向兒時玩伴，不僅限異性。在日本流行文化，特别是ACG作品中，幼馴染常被設定为“初恋情人”，成为萌属性。這種設定在1970年代很常見，尤其是戀愛相關作品（如戀愛模擬遊戲）更是流行。由於兒時玩伴相處時間長，這種設定能讓兩個看似差異極大的角色成為情侶，亦不會讓人覺得不合理，讀者也能代入角色。這類故事的重心常擺在「兩個對彼此太過熟悉的人，如何從朋友升為異性」。